# 塔拉瓦納湖 (佛羅里達州)
塔拉瓦納湖（英語：Lake Tallavana）是位於美國佛羅里達州加茲登縣的一個非建制地區。該地的面積和人口皆未知。

## 地理
塔拉瓦納湖的座標為30°35′52″N 84°27′48″W / 30.59778°N 84.46333°W，而該地的平均海拔高度為44米（即144英尺）。